# Tennessee walking horse
Tennessee walker eller tennessee walking horse är ursprungligen en av de jordbrukshästraser som härstammar från Tennessee, USA. Rasen började med en travare med namnet Allan F1 född 1885
Den var främst framavlad för sina gångarter flat walk och running walk, sin uthållighet, bekvämlighet att rida och smidighet. I början kallades rasen för turn row horse eller plantation horse.
Walkern börjar bli en populär hästras som är känd för sina naturliga medfödda gångarter.  Rasens föreningar har mottot ”Provrid en idag och du äger den imorgon”. Många rasföreningar finns runt om i världen men den största föreningen är än så länge TWHBEA (Tennessee Walking Horse Breeders’ and Exhibitors’ Association) med över 525.350 hästar registrerade. Walkern är en frisk uthållig allround häst och gör bra ifrån sig i de flesta grenar.
Det finns en hel del uppfödare i Europa bland annat en uppfödare i Sverige, en i Danmark och en i Norge.

## Historia
Walkern utvecklades i Tennessee någon gång under mitten av 1800-talet av de nybyggare som bosatt sig där efter att ha korsat bergskedjan Appalacherna. Dessa nybyggare började avla fram en ny hästtyp som skulle vara elegant, samtidigt som de kunde använda den inom plantagerna och jordbruken, vilket även krävde en häst som var uthållig och bekväm att rida under långa arbetsdagar. Från början kallades dessa hästar southern plantation walking horses och även tennessee pacers. På plantagerna kallades de helt enkelt turn-row, då de kunde vända mellan raderna med bomullsplantor utan att skada dem. 
Walkern härstammar, som så många andra amerikanska hästraser med extra gångarter, från narragansett (en utdöd jordbrukshästras) och kanadensisk travare. Man korsade några av dessa hästar med engelskt fullblod, morganhästar, american saddlebred och även amerikansk travare. Hela rasens stamfader anses vara den amerikanska travarhingsten Allan F1 och hans sonson Roan Allan då det händer att travarna har extra gångarter (till exempel pass) och dessutom var Allan F1 helt oduglig som travhäst då han hade en oren gångart, en blandning av trav och skritt. Men Allan F1 hade starka arvsband och alla hans avkommor blev passgångare. 1903 kom han till Tennessee för att bli avelshingst till walkerhästen. 
Walkern fick ännu mer inflytande av passgångare med hjälp av en american saddlebredhingst vid namn Giovanni, som hämtades från Kentucky 1914 till staden Wartrace i Tennessee. Staden räknas idag som tennessee walkerns hemstad. 
År 1935 bildades rasens egen förening i Lewisburg och kallades först turn row horse. Föreningen bytte namn på rasen efter att intresset för uppvisningsridning ökade. Föreningen har till uppgift att se till att de hästar som registreras som tennessee walker faktiskt har de extra gångarterna och speciella utseendet som karaktäriserar hästrasen.

## Egenskaper

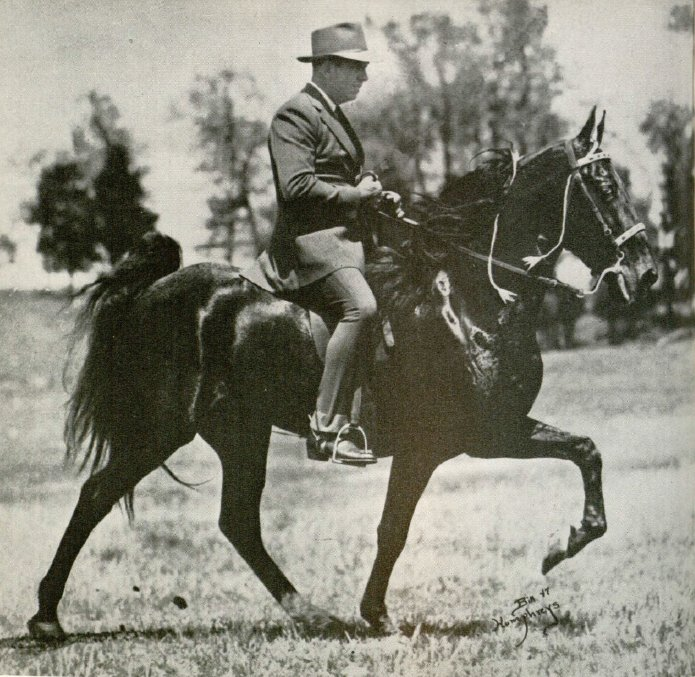
En Walkinghorse i gångarten running walk

Walkern är en häst i medelstorlek, 150 cm -170 cm i mankhöjd, med fina proportioner. Aktionen och huvudet är inte lika höga som hos många andra passgångarhästar.  
Walkern har ett fint temperament och sägs passa även nybörjare som avancerade ryttare. Lugn, stabil och klok häst. 
Rasen har oftast 4-5 gångarter (alla travar inte):
Dog/trail walk, flat foot walk, running walk och en gungande, samlad och jämn galopp som sägs vara gungstolsliknande. En del Walkers kan även gå i pass, trav, foxtrot, stepping pace, singlefoot och rack. 
Dog/trail walk: Sakta balanserad lunkande gång. 4-takt gång  
Flat foot walk: Gången är en jämnt tidsbestämd 4-takt gång där hästen hela tiden håller två eller tre hovar platt på marken. FlatFoot walk är målmedvetet, snabb, men avslappnad, med en hastighet av 5 – 9 km per timme. 
Running walk: Gångarten är unik för tennesse walker och nedärvs. Det går inte att lära den till andra hästraser. running walk är en mer kraftfull version av flat foot walk, med mer tryck bakifrån och en ökad stegsättning. (Det vill säga, vid varje steg, bakfotens hovavtryck ska bli framför framfotens hovavtryck ). Du kommer att känna att hästens höfter sjunker och lyfter, och ryggen svänger; Du kan ofta se huvudet nicka i takt. Running walk kan utföras i en hastighet av 19 km/tim. Det är alltid tre hovar i marken och en i luften. 
Galopp: Galoppen är en lugn samlad galopp, som att sitta i en gungstol. Du får även känslan att man galopperar i uppförsbacke. Walkern kan också som andra hästar galoppera en snabb utsträckt galopp. 
Gemensamt för alla dessa extra gångarter är att de är bekväma för ryttaren att rida och hästens huvud nickar eller gungar i takt. Går det riktigt fort kan man höra hur hästens tänder klapprar i takt med stegen. Men gångarterna rids hellre långsamt och noggrant än fort. 
Pass: Pass är när framben och bakben på samma sida förflyttas framåt samtidigt. Hästen rörelse är då väldigt svajig och känslan är att man gungar fram och tillbaka i sadeln. Det är alltid två hovar i marken och två i luften.

## Hästsport med tennessee walking horse
Tennesse walkern är en ypperlig allroundhäst och är mycket populär som turridningshäst i Nordamerika, mycket för sitt lugna temperament och bekvämlighet att rida. Många använder rasen även till distansritt, dressyr, fälttävlan,hoppning och olika westerngrenar.
Idag är det många som går i tron att tennessee walkern bara rids och avlas för showringsuppvisning, den så kallade "big lick". Detta beror mycket på att medier har lyft fram detta om rasen. Uppvisningen går ut på att hästarna skall lyfta på hovarna så högt de kan. Vid denna uppvisning skos hästens framhovar med flera tyngre sulor på varandra som blir som styltor. Även kedjor fästs runt kronan (ovanför delen av hoven) som extra tyngder. Tyngden runt denna känsliga del av hästen medför obehag och hästen vill genom att lyfta hovarna högt söka undkomma obehaget. Merparten av TWH ägare misstycker till detta och strävar mot en lag som förbjuder metoderna som används i big lick.
Ofta används otillåtna medel och föremål för att orsaka smärta i hästens hovar, så kallad soring, för att förmå den att lyfta hovarna ännu högre för att komma undan smärtan. Till exempel smörjs hästarnas kotor och karleder in med frätande medel eller dieselolja. Dessutom har fall påträffats där spikar slagits in i hästarnas sulor. 
Sporten, som förekommer i en liten del av USA, har kritiserats för att utsätta hästarna för djurplågeri. Ny lagstiftning i USA är på väg för att förbjuda soring samt uppvisande och försäljning av hästar som utsatts för soring.